# Wolfgang Pfeifer (Fußballspieler)
Wolfgang Pfeifer (* 3. Juli 1935) war Fußballspieler in der DDR und zweifacher DDR-Fußballnationalspieler.

## Sportliche Laufbahn
Als Wolfgang Pfeifer 1954 von der SG Mickten gekommen seine ersten Oberligaspiele beim SC Einheit Dresden absolvierte, bahnten sich im Dresdner Fußball gravierende Veränderungen an. Seit 1950 hatten mit Dynamo und Rotation (Vorläufer des SC Einheit) zwei Dresdner Mannschaften das Niveau der DDR-Oberliga wesentlich geprägt. Durch den Beschluss der Sportvereinigung Dynamo, ihre Dresdner Mannschaft nach Berlin zu verlegen, vertrat der SC Einheit ab November 1954 als einzige Mannschaft die traditionelle Fußballhochburg Dresden in der höchsten DDR-Fußballklasse.
Der 19-jährige Pfeifer trat die Nachfolge der ausgeschiedenen Stammspieler Werner Clemens und Rolf Dietz an, die bisher die Spielgestalter der Mannschaft gewesen waren. Pfeifer gehörte schnell zur Stammelf und wurde 1957 in der Junioren-Nationalmannschaft erstmals international eingesetzt. 1958 errang er mit dem Gewinn des DDR-Fußballpokals seinen einzigen Titelgewinn. Im Endspiel am 14. Dezember 1958 leitete er mit seinem 1:1-Ausgleichstor den 2:1-Sieg des SC Einheit Dresden über den SC Lok Leipzig ein.
Bereits einen Monat zuvor hatte Pfeifer am 2. November 1958 sein erstes A-Länderspiel in der Begegnung DDR – Norwegen (4:1) bestritten. Auch im nächsten Länderspiel der DDR wurde Pfeifer wieder eingesetzt, bei der Auswärtsbegegnung am 11. Februar 1959 gegen Indonesien (2:2) spielte er auf der linken Mittelfeldposition, während er bei seinem ersten Einsatz als Stopper (zentrale Verteidigung) aufgeboten wurde. Zu weiteren A-Länderspielen wurde Pfeifer nicht mehr eingesetzt, da seine Positionen z. B. mit Werner Heine und Waldemar Mühlbächer in festen Händen waren. Zu weiteren internationalen Einsätzen kam es nur noch in der Nachwuchs- (5) und der B-Nationalmannschaft (7).
Ein Jahr nach dem Pokalgewinn setzte beim SC Einheit Dresden ein Abwärtstrend ein. Nach zwei zwölften Plätzen 1959 und 1960 landete die Mannschaft am Ende der Saison 1961/62 auf Rang 13, und das bedeutete den Abstieg in die DDR-Liga. Dort spielte Pfeifer noch eine Saison und wechselte dann nach 187 Oberligaspielen (inklusive Übergangsrunde) für den SC Einheit zu Beginn der Spielzeit 1963/64 zum Lokalrivalen Dynamo Dresden. Dieser spielte nach einem kurzen Oberliga-Gastspiel 1962/63 ebenfalls in der DDR-Liga. Mit Pfeifers Hilfe gelang jedoch der sofortige Wiederaufstieg. Damit hatten die Dynamos auf Dauer den SC Einheit, dessen Fußballmannschaft 1966 zur FSV Lokomotive Dresden zurückgestuft wurde, als führende Kraft im Dresdener Fußball abgelöst. Pfeifer gelang es jedoch nicht, sich noch einmal aus der Mittelmäßigkeit hervorzuheben, hatte aber bei Dynamo einen Stammplatz sicher. Als er mit dem Ende der Saison 1969/70 im Alter von 35 Jahren seine Oberligakarriere beendete, hatte er für Dynamo Dresden 100 Oberligaspiele absolviert. Mit insgesamt 287 Oberligapartien liegt Wolfgang Pfeifer nach Einsätzen auf Platz 53 aller in der höchsten Spielklasse der DDR eingesetzten Fußballer.
| Werdegang im Überblick | Werdegang im Überblick | Werdegang im Überblick | Werdegang im Überblick |
| Oberliga / DDR-Liga    | Oberliga / DDR-Liga    | Oberliga / DDR-Liga    | Oberliga / DDR-Liga    |
| ---------------------- | ---------------------- | ---------------------- | ---------------------- |
| 1953–1962              | Oberliga               | Einheit Dresden        | 187 Spiele             |
| 1962/63                | 1. DDR-Liga            | Einheit Dresden        | 26 Spiele              |
| 1963/64                | DDR-Liga               | Dynamo Dresden         | 26 Spiele              |
| 1964–1968              | Oberliga               | Dynamo Dresden         | 98 Spiele              |
| 1968/69                | DDR-Liga               | Dynamo Dresden         | 20 Spiele              |
| 1969/70                | Oberliga               | Dynamo Dresden         | 2 Spiele               |
| 1970/71                | DDR-Liga               | Dynamo Dresden II      | 6 Spiele               |

| International | International                | International | International |
| ------------- | ---------------------------- | ------------- | ------------- |
| 1957          | Junioren-Nationalmannschaft  | 1 Spiel       |               |
|               | Nachwuchs-Nationalmannschaft | 5 Spiele      |               |
|               | B-Nationalmannschaft         | 7 Spiele      |               |
| 1958–1959     | A-Nationalmannschaft         | 2 Spiele      |               |